# Jobbágyi család
A jobbágyi Jobbágyi család egy ősrégi Vas vármegyei nemesi származású család, amely Vasjobbágyiról származott.

## A család története
1440-ben Jobbágyi Lukács szerepel mint vasjobbágyi földbirtokos. Az 1554. évi megyei összeíráskor a földbirtokosok között a felsőörsi járásban Jobbágyi János, az egytelkesek között Jobbágyiban ugyancsak János, Jákon Jobbágyi Boldizsár, Csajtán Jobbágyi János, Felsőörsön pedig Jobbágyi Tamás szerepel. Jobbágyi András és Jobbágyi István 1574-ben birtokot szerzett; András 1582-ben és 1592-ben perelt, illetve zálogolt. Az Alsóőrön birtokos Jobbágyi, Hágón és Farkas családok között 1568-ban egyezség jött létre.
A nemesi család leszármazottja jobbágyi Jobbágyi János (fl. 1597-1622) , szalónaki uradalmi tiszttartó, földbirtokos, a gróf Batthyány családnak a familiárisa, aki 1610. február 4-én II. Mátyás magyar királytól szerzett címeres levelet. Jobbágyi János 1597 és 1622 között szalónaki tiszttartó volt, felesége, Blaskovics Mária pedig bábaként is segítette gróf Batthyány Ferencné Lobkowitz-Poppel Éva grófnő úrnőjét: Batthyány Ádám 1610-ben „az ő kezére lett ez világra”. Fiaik közül jobbágyi Jobbágyi Dániel (fl. 1627-1653) és jobbágyi Jobbágyi Jeremiás (fl. 1636-1649) felnőttként szintén a Batthyány uradalmak gazdasági irányításába került. Jó iskolázást kaphattak. Jeremiást többször „deáknak” titulálták, és Dániel csiszolt stílusa, a magyar levelekbe tűzdelt latin kifejezések kifogástalan használata arra utal, hogy ő is deákos ember volt. Jobbágyi Dániel evangélikus kisnemesi családja a Pinka menti Jobbágyiból (Vasjobbágyi) származott, birtokaik a szomszédos Sóskúton és Alsóőrön voltak. Jobbágyi Dániel 1634-ben németújvári számtartó lett, sőt 1636 októberében egy ideig Ferstetics Pál tiszttartót is helyettesítette. 1637. május 17-től, miután Szalónak Batthyány Ádám gróf kezébe került, ő lett a rohonc-szalónaki tiszttartó.
Jobbágyi János (fl. 1597-1622), szalónaki uradalmi tiszttartó, földbirtokos és Blaskovics Mária fia, Jobbágyi Jeremiás (fl. 1636-1649) lett a számtartó, míg 1641-ben a németújvári tiszttartósságra nem lépett elő. Jobbágyi Dánielnek ekkor még a Németújvár melletti Szentmiklóson volt háza, majd 1638 tavaszán valamely szerencsétlenség miatt elköltözött onnét, és Németszentmihályon kapott három puszta helyet Batthyány Ádámtól. Gazdasági éleslátását, ügyességét önmaga számára is kamatoztatta. Szentmihályon például megszerezte a kocsma bérletét, és zálogban bírt néhány telket a szalónaki uradalomhoz tartozó Bükkösdön is.
Foglalkozott marhakereskedelemmel, sőt erre Batthyányi is rábeszélte. De tiszttartói hatalmát is fölhasználta saját gyarapítására. A panaszok szerint a jobbágyokkal a maga számára robotoltatott és ajándékokat várt el tőlük. Ráadásul az 1640-es évek végén az uradalom jövedelmeivel sem tudott elszámolni. Mivel azonban Batthyány nélkülözhetetlennek ítélte szolgálatait, 1648/1649-től ráállt, hogy számadatlan tiszttartója legyen. 1653. május 3-án „virradóra öt és hat óra közben” halt meg, 43 éves korában. Jobbágyi Jeremiás evangélikus volt, és kérte is urától, hogy a rekatolizációval kapcsolatos intézkedések végrehajtásával „ne terheljen, mert elégtelennek ismerem magamat ilyen gondviseletemben”. Az 1646. évi meszleni evangélikus zsinat jegyzőkönyve viszont a lutheri egyház legjelentősebb dunántúli patrónusai között sorolta föl. 1649 szeptember 3-ára Jobbágyi Jeremiás már nem élt; ekkor özvegye Jobbágy Jerémiásné Rainbolt Regina még Szalónakon lakott családjával együtt. Dániel fiai Kristóf, Zsigmond, György 1651-ben Alsóőrön földet birtokoltak.
Jobbágyi Regina (fl. 1691-1694) kisasszonyt feleségül vette a barkóczi Rosty családból való és a szintén gróf Batthyány családnak az egyik főfamiliárisa barkóczi Rosty István (fl. 1684–1718), akinek a szülei Rosty János (fl. 1632–1650), földbirtokos és fületinczi Kelcz Anna (fl. 1650) voltak. Rosty István Batthyány Pál (1639–1674) grófnak a bizalmas familiárisa volt; a főúr halála után Rosty István az árváinak a javaik kormányzója (bonorum prefectus) avagy jószágkormányzója lett. 1681-ben képviselte Batthyány Ádám és Batthyány Ferenc Németújvár örökös urait és nevükben ellenvetéssel élt egy pereskedésnél, amikor érvényesíteni akarták a jogaikat a kőszegi uradalom birtokaival kapcsolatban. A hodászi lakos Rosty István 1693. május 7-én Rosty István Jobbágyi Regina feleségével együtt megszerezte királyi adományban a beteg gyermektelen Sankovich Ádámnak a földbirtokait (köztük a Nagy és Kis-Barkócz, Muraszombat, Korong, Tótkeresztúr, Hadnperg (Hadenberg), Poppendorf, Alsó- és felső Rönök és Fűzesben levő részjószágai voltak), miután hosszú ideig a házaspár ápolta.
Jobbágyi János szalónaki tiszttartónak a leszármazottjai Rohoncon voltak földbirtokosok: Jobbágyi János György igazolta nemességét az 1754/55-ös országos nemesi összeírásbán. Jobbágyi János György fia, Jobbágyi Mihály (1761–1830), ügyvéd Pozsonyba költözött. Az ő fia Jobbágyi Mihály Teofil (1792–1865), pozsonyi ügyvéd, akinek a felesége Hauszer Borbála (1810–1880) volt. Jobbágyi Teofilnak négy leány- és két fiúgyermeke született; az egyik fia, Jobbágyi Arthur (1842–1888), MÁV főellenőr, a másik gyermeke, Jobbágyi Ottó (1840–1903), főmérnök, MÁV főfelügyelője volt. Jobbágyi Arthur hitvese a nemesi származású salamonfai Rátky Lujza asszony volt, azonban frigyükből nem származott gyermek.
Az ágostai hitvallású jobbágyi Jobbágyi Ottó főmérnök feleségül vette a római katolikus nemesi származású gyarmatai Dáni Sarolta (1853–1933) kisasszonyt, akinek a szülei gyarmatai Dáni József (1825–1896), a Ferenc-József rend lovagja, gróf Károlyi Gyula jószágigazgatója, és Mayer Erzsébet (1827–1897) voltak. Jobbágyi Ottóné gyarmatai Dáni Sarolta nagybátyja gyarmatai Dáni Ferenc (1816–1883) ügyvéd, Hódmezővásárhely főispánja, országgyűlési képviselő. Jobbágyi Ottó és Dáni Sarolta egyik lánya, jobbágyi Jobbágyi Margit, akinek az első férje Pogány Lajos, majd a második dr. Szauter Ferenc (1873–1938), Győr szabad királyi város polgármestere lett; Jobbágyi Ottó és Dáni Sarolta frigyéből szintén született jobbágyi Jobbágyi Sarolta, akinek a férje, zelenai Boros Endre (1859–1921) uradalmi főtiszt volt.
Jobbágyi Ottó és Dáni Sarolta fia, Jobbágyi Kálmán (1875–1925), ügyvéd, az evangélikus egyház presbitere, aki Budapesten 1905. március 30-án vette feleségül a nemesi származású zólyomi Wagner Éva (1884–1925) úrhölgyet. Jobbágyi Kálmánné Wagner Éva szülei 
zólyomi Wágner Emil (1853-1918), okleveles mérnök, gyártulajdonos, és borodimi Anders Borbála asszony voltak. A menyasszony apai nagyapja zólyomi Wágner Dániel (1800–1890) magyar gyógyszerész, az 1848-as minisztérium egészségügyi tanácsosa, Pest város százas bizottsági tagja, akinek 1886. március 20.-án nemességet, családi címert és a "zolyómi" nemesi előnevet adományozta I. Ferenc József magyar király.
Jobbágyi Kálmán és zolyómi Wagner Éva frigyéből egy fiúgyermek született: dr. Jobbágyi Zsolt (1906–1974), aki a jogi egyetem elvégzése után a Magyar Nemzeti Bank alkalmazottja lett. 1932. november 28-án Budapesten feleségül vette a nemesi származású verebélyi Verebély Nadine (1914–1995) kisasszonyt, akinek a szülei verebélyi dr. Verebély Tibor (1874–1941), orvosdoktor, egyetemi tanár és bókai Bókay Nadine (1887–1957) úrnő voltak. A menyasszony anyai nagyapja bókai Bókay Árpád (1856–1919), belgyógyász, farmakológus, egyetemi tanár, a Magyar Tudományos Akadémia levelező tagja (1896), a Bókaytelep nevű XVIII. kerületi (pestszentlőrinci) városrész névadója. Jobbágyi Zsolt dr. és Verebély Nadine házasságából született: dr. Rácz Dánielné Jobbágyi Mária, dr. Jobbágyi Péter és dr. Jobbágyi Gábor.

## A család címere
A Jobbágyi család címere (1610): "Kékben zöld földön álló jobbra fordult medve előlábaival a torkán átütött nyilat fogja". Sisakdísz: "növekvő pajzsalak". Takarók: "fekete-arany", "vörös-ezüst".